# Ost-Bataillon

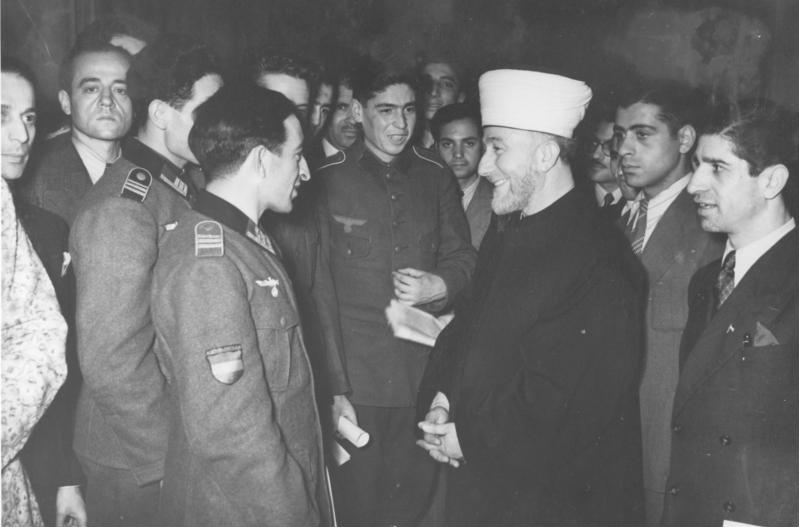
Amin el Husseini il Grand Mufti di Gerusalemme parla ai volontari della Legione azera.

Gli Ost-Bataillon (in tedesco: Battaglioni dell'Est) erano truppe della Wehrmacht create dai tedeschi con l'arruolamento dei prigionieri di guerra dell'Armata Rossa o dei volontari delle minoranze dell'Unione Sovietica durante la seconda guerra mondiale.

## Storia

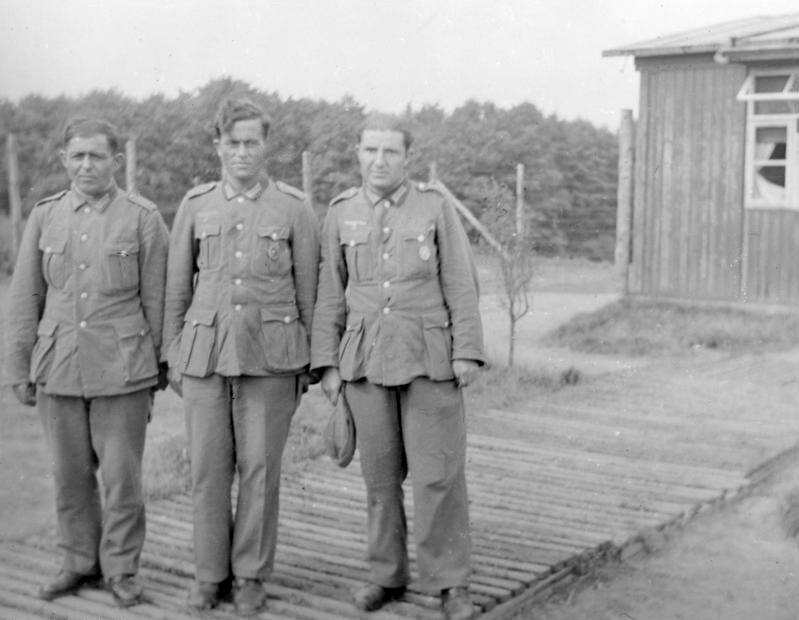
Volontari armeni, 1941

La creazione degli Ost-Bataillon era data dalla mancanza di uomini da utilizzare per la difesa delle postazioni fisse nel fronte occidentale dalla prevista invasione alleata.
Gli uomini di queste unità provenivano principalmente da Russia, Georgia, Polonia, Ucraina e dalle repubbliche musulmane dell'Unione Sovietica, ma anche da altre etnie non slave. Soltanto i comandanti erano tedeschi, e avevano anche la possibilità di fare fuoco sui propri uomini nel caso tentassero la fuga. 
La maggior parte dei sopravvissuti, rimpatriati in Unione Sovietica, venne accusata di collaborazionismo e finì quindi per essere giustiziata o condannata ai lavori forzati.
Il loro livello di addestramento era talmente basso che l'esercito tedesco aveva deciso di far combattere queste truppe soltanto su posizioni già preparate.
Furono la parte principale della difesa tedesca contro gli alleati in Francia, poiché le vere e proprie truppe di fanteria mobile tedesca non erano ancora state dislocate in Normandia. Essendo i membri di questi reparti provenienti da paesi extra-tedeschi, le Ostruppen venivano disprezzate dal resto dell'esercito. Il loro contributo in Normandia fu modesto, sempre che non si ammutinassero.
Questi battaglioni erano inquadrati nelle divisioni statiche 709, 243 e 716.
Da queste formazioni provennero i numerosi partigiani dell'est operanti in Italia; molti di loro infatti si ammutinarono, unendosi alla Resistenza locale. Si calcola che furono oltre 5.000 a livello nazionale, di cui 700 solo in Piemonte.

## Forza
I battaglioni Ost erano organizzati in sei legioni:
- Legione armena - 11 battaglioni armeni;
- Legione azera  - 14 battaglioni azeri;
- Legione georgiana - 14 battaglioni georgiani;
- Legione musulmana caucasica - 5 battaglioni del nord-caucaso, composta da azeri, ceceni e altri;
- Legione di Turkmeni - 34 battaglioni turkmeni, composti da Turkmeni, Uzbeki, Kazaki e altri;
- Legione dei Tartari del Volga  - 8 battaglioni di Tartari del Volga.
- Gruppo di combattimento "Crimea"  - Kampfgruppe di Tatari di Crimea.